# Megaerops
Megaerops és un gènere de ratpenats de la família dels pteropòdids.
Comprèn les següents espècies:
- Ratpenat frugívor escuat, Megaerops ecaudatus
- Ratpenat frugívor de Java, Megaerops kusnotoi
- Ratpenat frugívor de Tailàndia, Megaerops niphanae
- Ratpenat frugívor de Wetmore, Megaerops wetmorei